# Panchrysia dives
Panchrysia dives är en fjärilsart som beskrevs av Eduard Friedrich Eversmann 1844. Panchrysia dives ingår i släktet Panchrysia och familjen nattflyn. Inga underarter finns listade i Catalogue of Life.